# Туризм в Венгрии

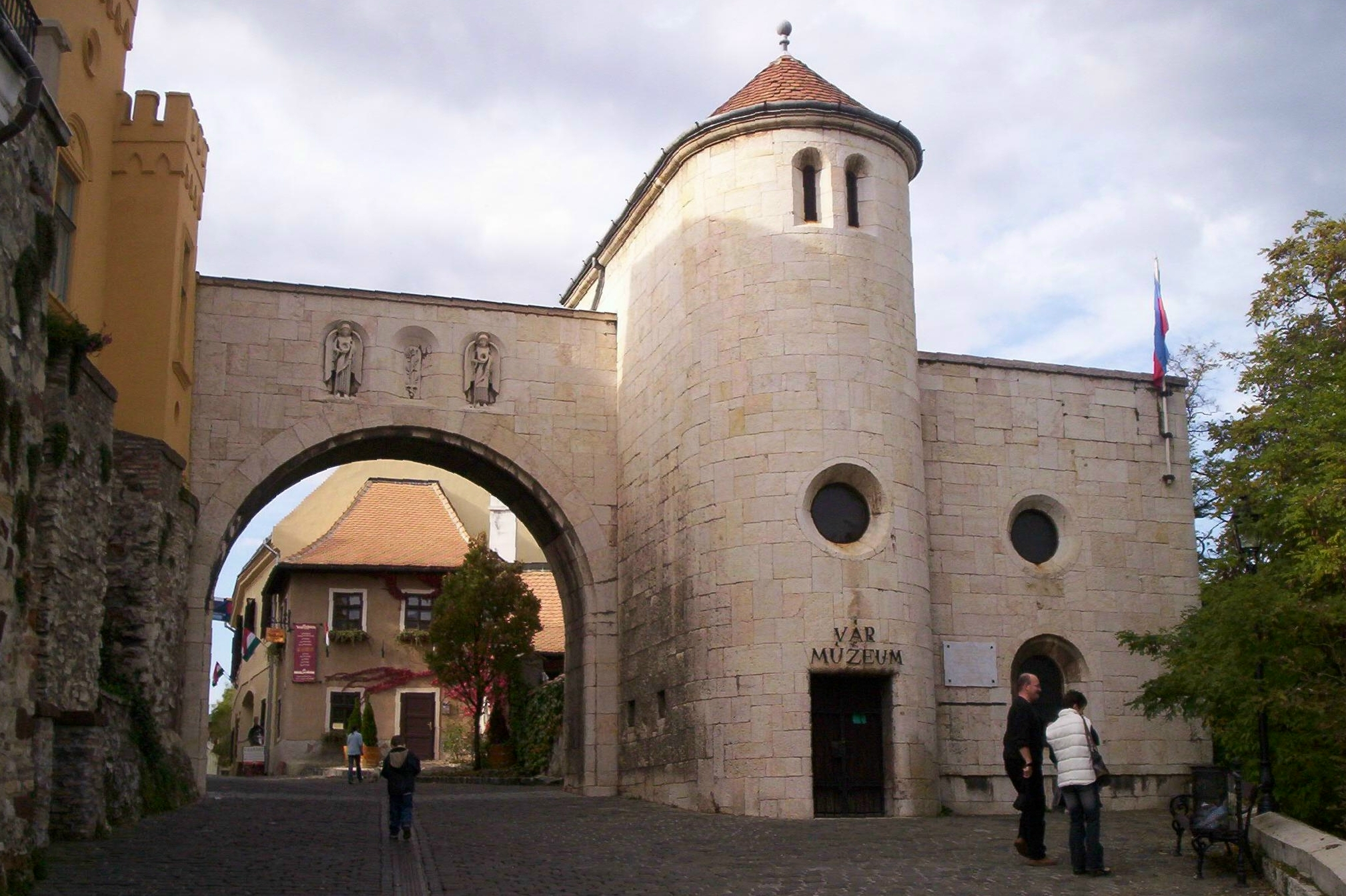
Ворота героев в Веспреме

Тури́зм в Ве́нгрии славится богатой историей. Венгрия стала тринадцатой по туристической посещаемости страной мира в 2002 году. В 2004 и 2005 году количество туристов, приезжающих в страну, увеличилось на 7 процентов. 98 процентов туристов составляют жители европейских стран, большей частью — Австрии, Германии и Словакии. Туристический сезон Венгрии длится с апреля по октябрь. В июле и августе наблюдается пик туристической активности. Самым популярным местом Венгрии для туристов является Будапешт.

## Туризм в Будапеште
Будапешт стал одним из самых популярных городов центральной Европы среди туристов в 1990-е годы.Достопримечательности города включают в себя замок Буда, в котором расположено несколько музеев и памятников архитектуры: Венгерская национальная галерея, Музей истории Будапешта, Церковь Святого Матьяша,, Рыбацкий бастион, Дворец Шандора и другие. Пользуются популярностью Здание венгерского парламента и парк Варошлигет. В городе расположено множество музеев и театров. Замок Буда, набережные Дуная и Проспект Андраши являются объектом Всемирного наследия ЮНЕСКО.
В Венгрии находится около 1300 геотермальных источников, которые используются для лечения и релаксации со времен Римской Империи. Римляне строили свои бани на берегу Дуная ещё в I веке н. э. Более 30000 кубических метров минеральной воды температурой от 21° до 76 °C протекают из 118 термальных источников на территории Будапешта. Бани Будапешта, построенные в разные исторические эпохи, предлагают туристам услуги лечения, массаж и спа-процедуры.
В окрестностях Будапештом находится около 200 пещер, некоторые из которых открыты для туристов. Сталактитовая пещера Палволги (венг. Pálvölgy) — большой увлекательный лабиринт, открытый в начале XX века. Это самая большая пещерная система холмов Буда. Другая пещера — Землохеги (венг. Szemlohegy) — примечательна красивыми стенами, покрытыми минеральными солями и чистым воздухом. Пещера Матиас (венг. Matyas), находящаяся на окраине города, состоит из практически непроходимых проходов и привлекает любителей экстремального туризма.

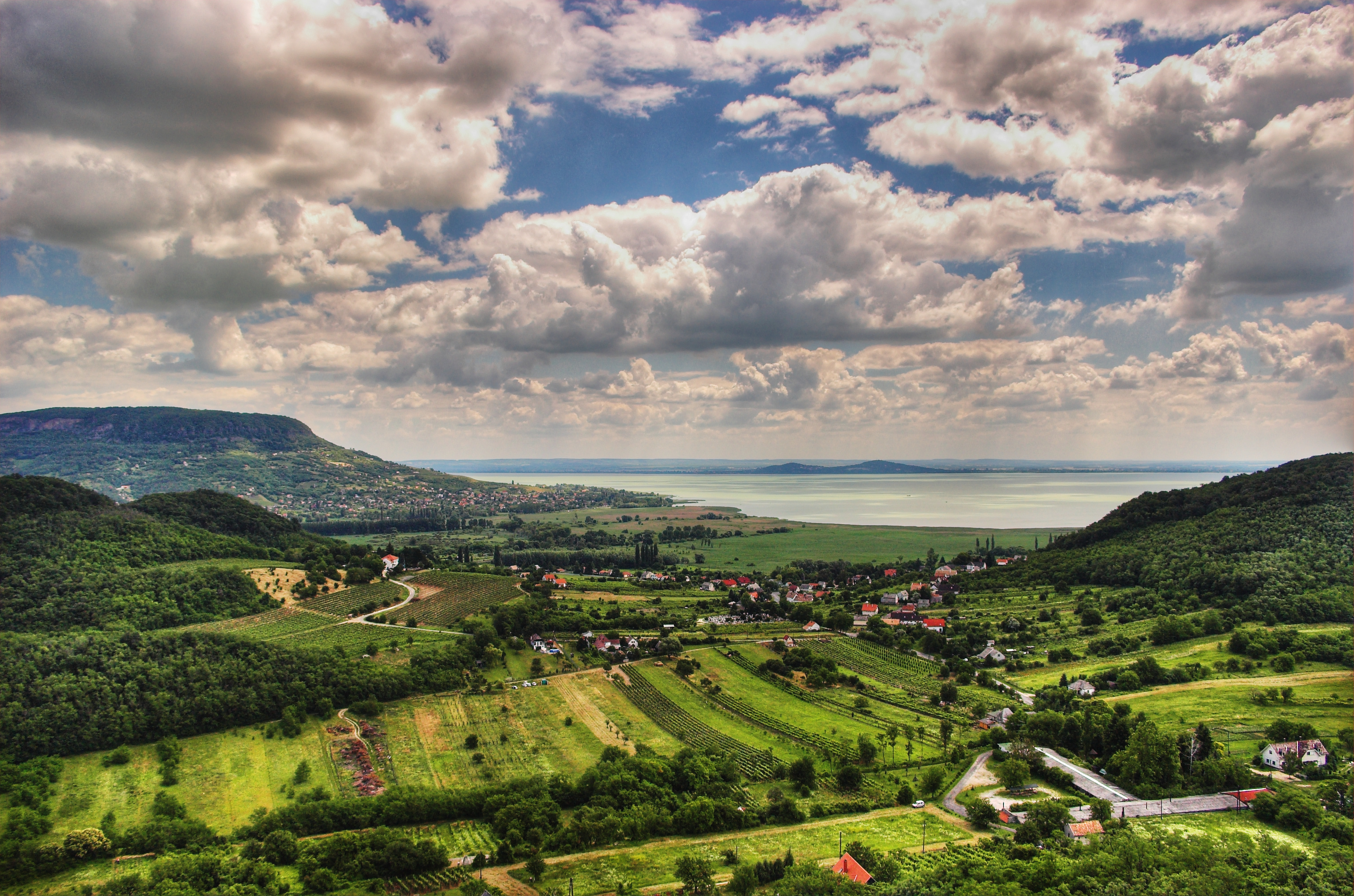
Озеро Балатон

## Региональный туризм
Озеро Балатон — самое большое пресноводное озеро центральной Европы. Это второе по популярности направление туризма в Венгрии. В 1994 на озере побывало 2,5 миллиона туристов. Другими направлениями регионального туризма являются спа курорты, активный отдых и культурные достопримечательности. В Венгрии создано около 400 площадок для кемпинга. Проложено более 2500 км велосипедных трасс. Также особой популярностью пользуются рыбалка, наблюдение за птицами, верховая езда и охота.
- Бальнеоклиматический курорт Шиконда[венг.]